# 多田駅 (栃木県)

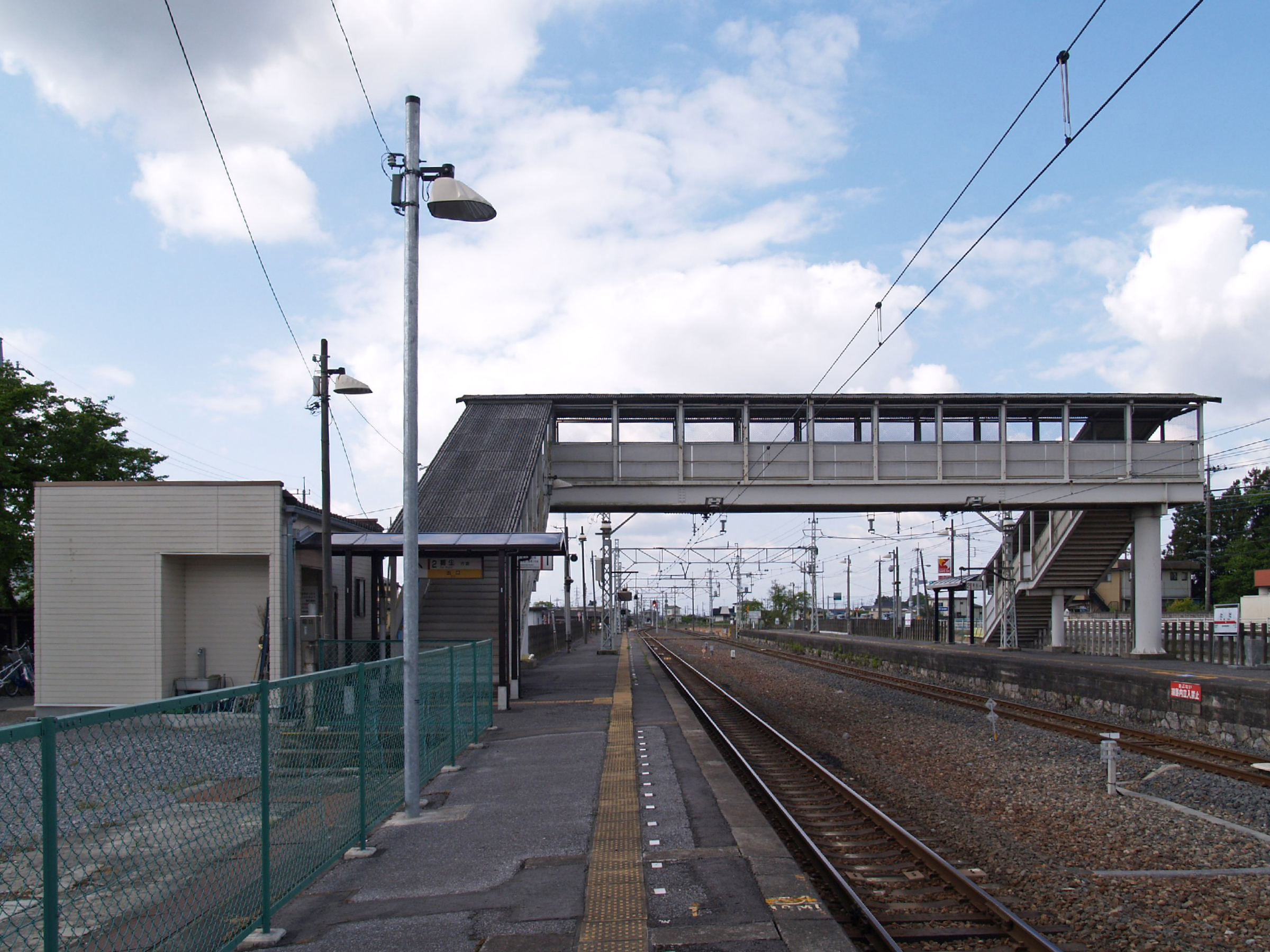
ホーム（2010年5月）

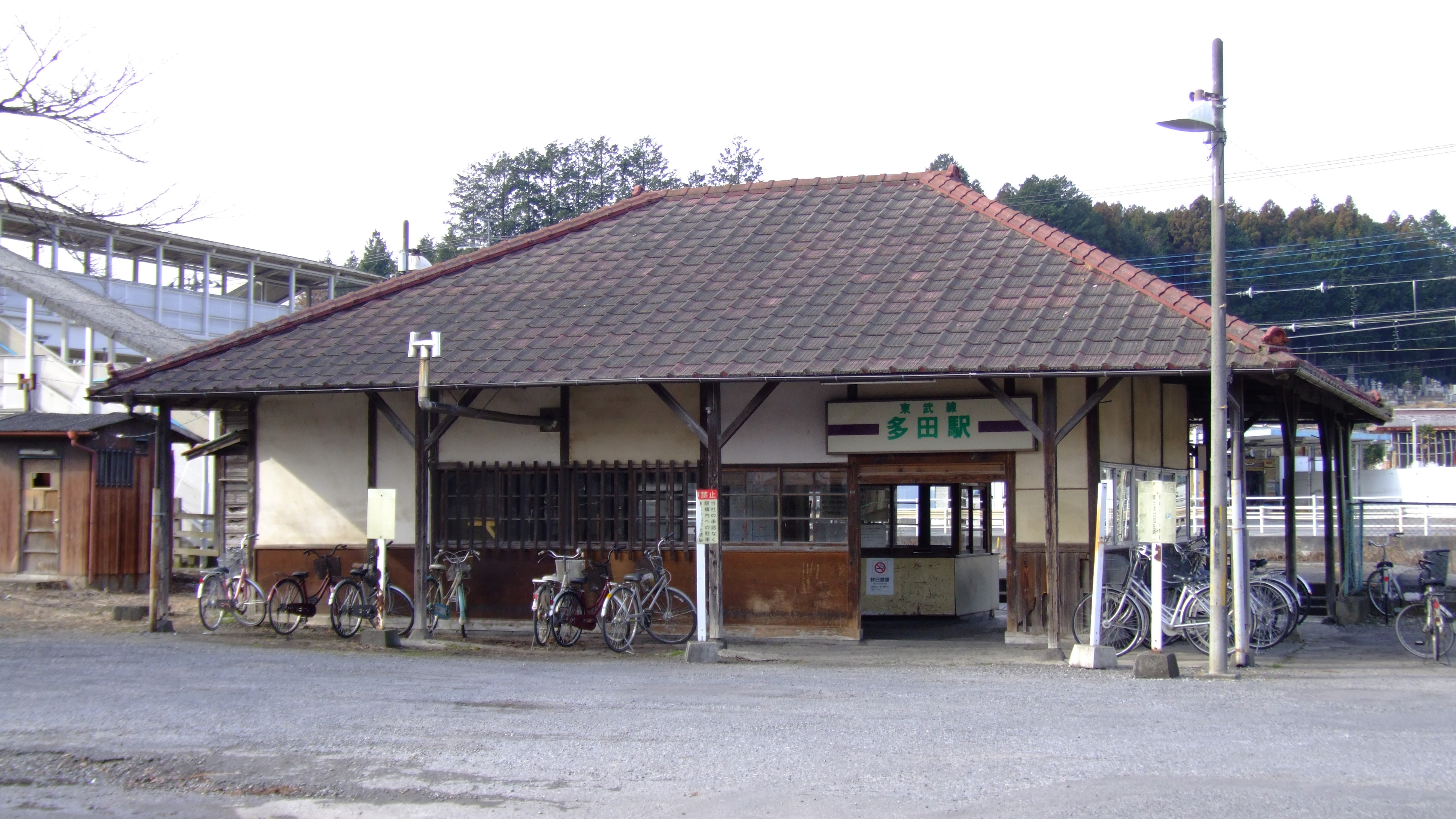
旧駅舎（2007年1月）

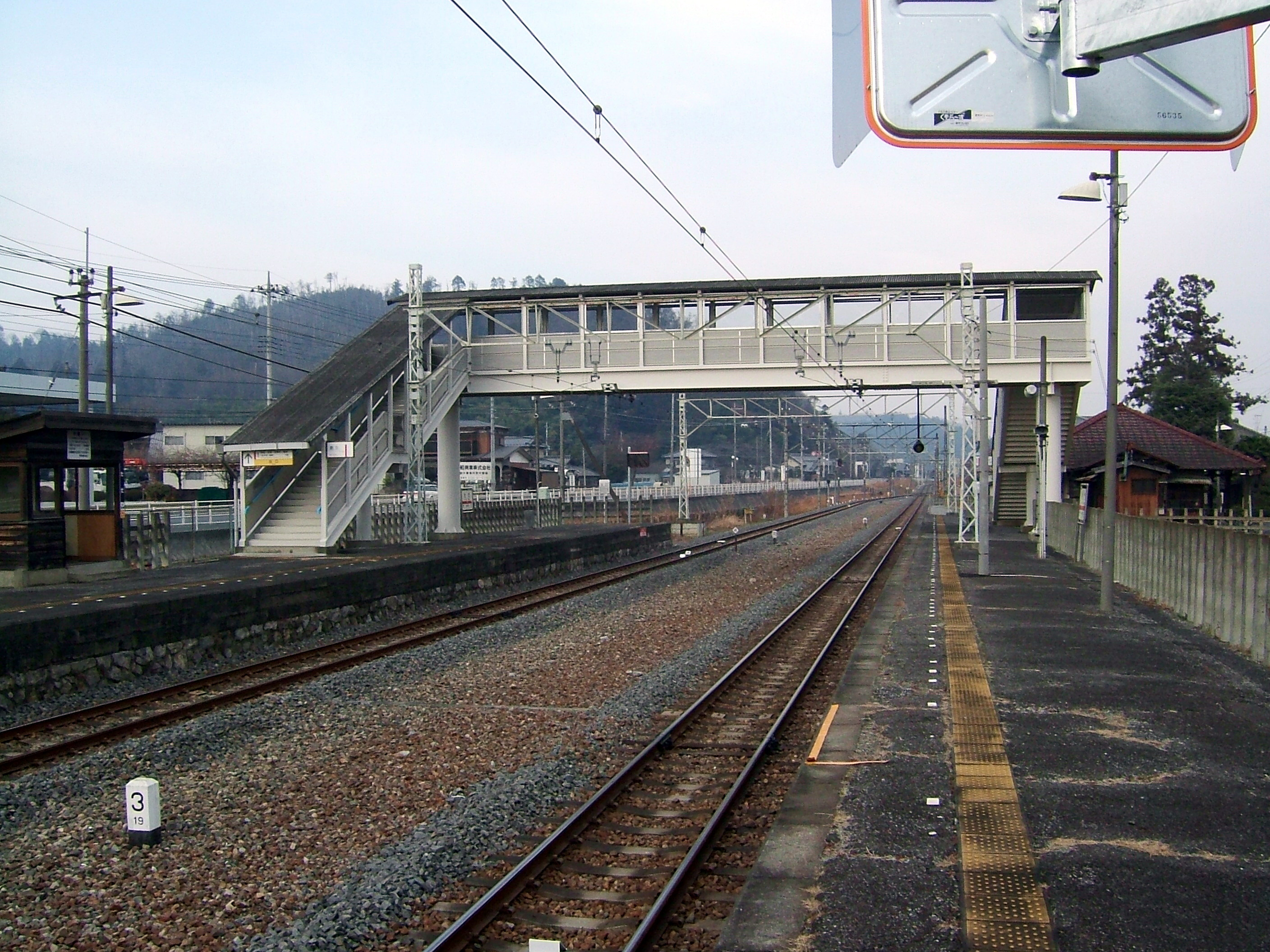
駅舎改築前のホーム（2007年1月）

多田駅（ただえき）は、栃木県佐野市多田町にある東武鉄道佐野線の駅。駅番号はTI 38。

## 歴史
- 1889年（明治22年）：安蘇馬車鉄道の駅と開設[注釈 1]。
- 1894年（明治27年）3月20日 - 佐野鉄道の駅として改めて開業[1][注釈 2]。駅舎前に記念碑が建立されている。
- 1912年（明治45年）3月30日 - 東武鉄道が佐野鉄道を合併したことに伴い、同社の佐野線の駅となる[1]。
- 1974年（昭和49年）8月17日：駅無人化[4][5]（簡易委託開始）。
- 2007年（平成19年）10月 - 駅舎改築。
- 時期不明 - 簡易委託を解除し、終日無人駅となる。

## 駅構造
相対式ホーム2面2線を有する地上駅。無人駅となっている。次の葛生駅ホームは1線のみであることから、運行本数の多い朝夕の時間帯は当駅での列車交換が設定されている。上下線間が空いているのは、かつて盛んだった石灰石輸送の貨物列車用中線が設置されていたためである。
2007年（平成19年）10月に新築された駅舎は1番線ホーム側にあり、2番線ホームとは跨線橋により連絡している。新駅舎供用開始後に、従来の木造駅舎は解体された。2番線ホームには待合所がある。以前は乗車券が駅前民家で発売されていた。

### のりば
| 番線 | 路線   | 方向 | 行先     |
| ---- | ------ | ---- | -------- |
| 1    | 佐野線 | 上り | 館林方面 |
| 2    | 佐野線 | 下り | 葛生行き |

## 利用状況
2024年度の1日平均乗降人員は112人である。佐野線の駅では田島駅に次いで少ない。
近年の1日平均乗降人員の推移は下表の通りである｡
| 年度               | 1日平均 乗降人員 | 出典       |
| ------------------ | ---------------- | ---------- |
| 2001年（平成13年） | 199              |            |
| 2002年（平成14年） | 157              |            |
| 2003年（平成15年） | 165              |            |
| 2004年（平成16年） | 163              |            |
| 2005年（平成17年） | 162              |            |
| 2006年（平成18年） | 154              |            |
| 2007年（平成19年） | 158              |            |
| 2008年（平成20年） | 157              |            |
| 2009年（平成21年） | 162              |            |
| 2010年（平成22年） | 161              |            |
| 2011年（平成23年） | 155              |            |
| 2012年（平成24年） | 151              |            |
| 2013年（平成25年） | 144              |            |
| 2014年（平成26年） | 146              |            |
| 2015年（平成27年） | 153              |            |
| 2016年（平成28年） | 143              |            |
| 2017年（平成29年） | 156              |            |
| 2018年（平成30年） | 153              |            |
| 2019年（令和元年） | 151              |            |
| 2020年（令和02年） | 106              |            |
| 2021年（令和03年） | 129              | [ 東武 2 ] |
| 2022年（令和04年） | 142              | [ 東武 3 ] |
| 2023年（令和05年） | 133              | [ 東武 4 ] |
| 2024年（令和06年） | 142              | [ 東武 1 ] |

## 駅周辺
- 佐野市立多田小学校
- 田沼工業団地
- 栃木県道136号多田停車場線
- 国道293号

## バス路線
最寄りのバス停は「多田翠下町」停留所であり、下記の各路線が発着する。
| 停留所     | 運行事業者                          | 系統                          | 行先                         |
| ---------- | ----------------------------------- | ----------------------------- | ---------------------------- |
| 多田翠下町 | 佐野市生活路線バス （さーのって号） | 田沼葛生線4系統・5系統・6系統 | 葛生駅南バス回転場 ／ 佐野駅 |

## 隣の駅
東武鉄道
 佐野線
田沼駅 (TI 37) - 多田駅 (TI 38) - 葛生駅 (TI 39)